# 父と追憶の誰かに
『父と追憶の誰かに』（ちちとついおくのだれかに）は、住野よるによる日本の短編小説。『君の膵臓をたべたい』（以下、本編）の後日譚を描いた小説である。

## 概要
2018年9月1日に公開された、劇場アニメーション版『君の膵臓をたべたい』の来場者特典として配布された非売品冊子に掲載されている作品である。2020年1月現在、同作品を収録している市販本はないが、住野は2018年9月2日のTwitter上で「いつかなんらかの形で本に収録したい」と語っている。

## ストーリー
自分の平凡さが嫌いな「ふゆみ」は日々を飽き飽きと生きているため「何もない人生は退屈だ」、「退屈なままの人生であれば劇的に死んだ方がまだ良さそう」と発言し、父と喧嘩をする。その夜、ふゆみは父が電話で女性と会う約束をしているところを目撃する。
父の浮気を疑ったふゆみが幼馴染のあんずとともに待ち合わせ場所で張り込むと、父の前に若い女性が現れた。女性の若さからふゆみは、父の隠し子かもと考える。ふゆみとあんずが父と女性を尾行すると、2人は墓地に向かった。墓地で女性が「娘なら自分の人生にいたかけがえのない人のことを知りたいと思う、娘に話した方が良い」と話す声が聞こえた。それに対する父の答えは風で遮られてしまったため、ふゆみは思わず飛び出して父を問い詰める。
話を聞くと、彼女は山内良佳という名前で、高校時代に父が特別な時間を過ごし、いまでも大事に想っている人の姪だとわかった。そして父からいまでも大事に想っている人、山内桜良の話を聞く。平凡極まりないと思っていた父の人生は、山内桜良との出会いにより父が自分を認めて生きようと決意し、自分のやりたいもの、大切なものとして選んできたものと知った。
翌日、ふゆみはあんずに幸せになると思って生きると宣言する。幸せになろうと思って生きていけば、つまらないものはないのではないか、ぼんやりではあるけれど、そんなものなのかなと感じたからだった。

## 登場人物
ふゆみ
高校生。本編の主人公・「僕」こと志賀春樹の娘。平凡な家庭、平凡な能力など自分の平凡さを嫌っている。
あんず
高校生。本編の登場人物・恭子の子供。ふゆみの幼馴染。心のありようが読みにくいためミステリアスにみえ平凡でなく生き、平凡でない可愛い容姿をしている部分をふゆみに妬ましく思われている。
物語上で「あ、ガムいる？」と発言するシーンがあり、本編の登場人物であるガムをくれるクラスメイト（ガム君）が父親であることを暗に匂わせる描写がある。
父
本編の主人公・「僕」こと志賀春樹。出版社に勤務している。
「高校生の時に大切な人を失う喪失体験があったならば、出版社ではなく医者になろうと考えなかったのか」という娘・ふゆみの問いに対して「彼女から教えてもらった一番大切なことは自分を認めて生きるということだから、自分のやりたいもの、大切なものを選んで人生を選択してきた」と答えた。
山内良佳（やまうちりょうか）
本編の登場人物・山内桜良の兄の娘。桜良にとっては姪にあたる。春樹とは、自分が生まれる前に亡くなった叔母のことを知りたくて会っていた。